# ریچی بلکمور
ریچارد هیو «ریچی» بلکمور (به انگلیسی: Ritchie Blackmore) زادهٔ ۱۴ آوریل ۱۹۴۵ آهنگ‌ساز و نوازنده گیتار بریتانیایی است. او بیشتر به عنوان نوازنده دیپ پرپل و بنیانگذار گروه افسانه‌ای رینبو شناخته می‌شود.

## درباره

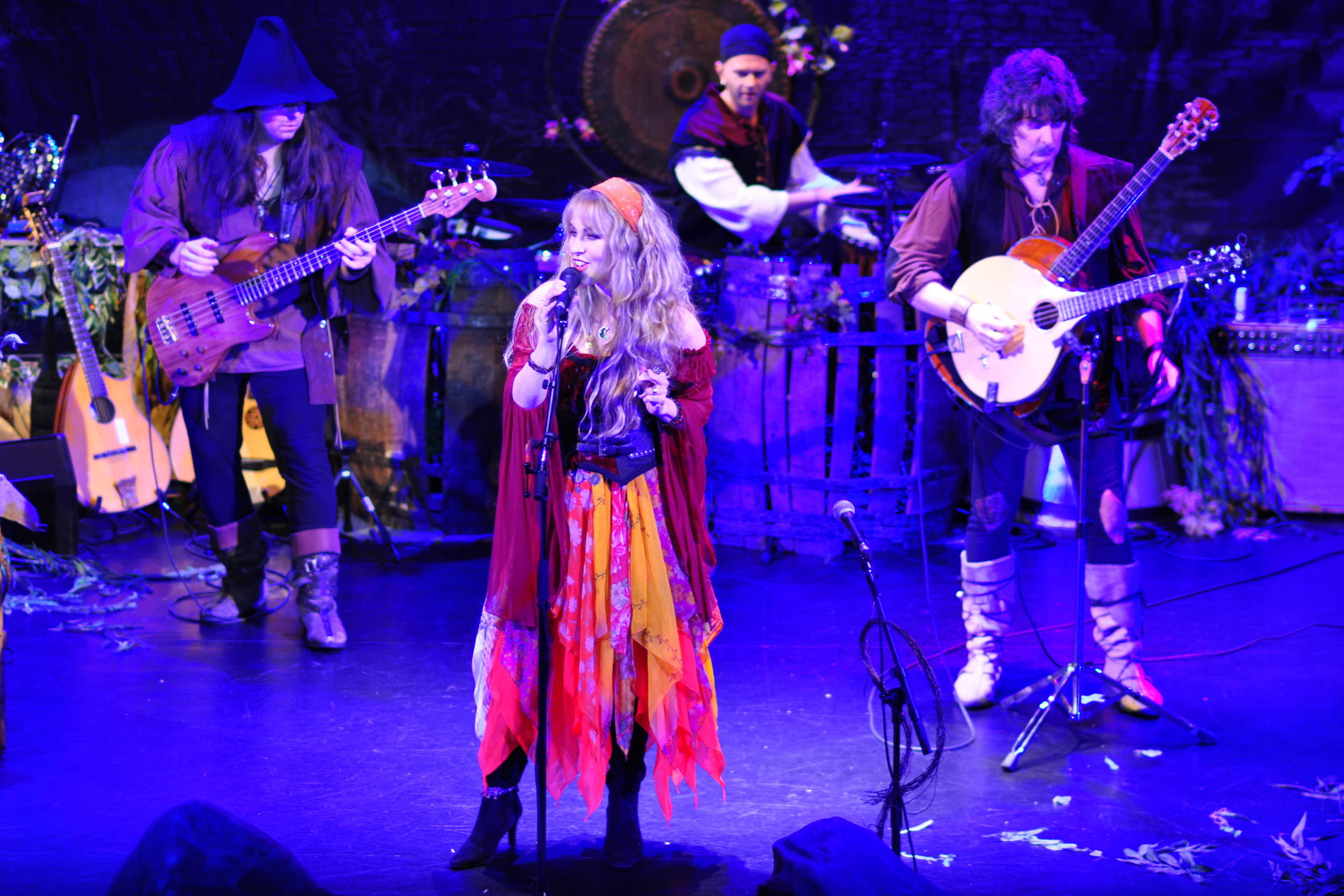
کنسرت زنده بلک‌مور در تالار موسیقی تاری‌تاون، ۲۵ اکتبر ۲۰۱۲

پدرش زمانی که اولین گیتار ریچی ۱۱ ساله را برایش گرفت به او گفت: اگر به نواختن با این ساز مشغول شوی، یا یک نفر را پیدا می‌کنم تا کاملاً نوازندگی را به تو بیاموزد یا اینکه خودم کله‌ات را با آن له می‌کنم!
بلکمور در سال ۱۹۹۷ به‌اتفاق کندیس نایت (که بعداً با او ازدواج کرد) گروه بلکمورز نایت را تأسیس کردند. او در این گروه جدید آثاری بسیار متفاوت‌تر از آنچه در رینبو و دیپرپل خلق کرده بود ارائه داد.
مجله رولینگ استون در سال ۲۰۰۳ و در رده‌بندی ۱۰۰ گیتاریست برتر تمامی دوران، ریچی بلکمور را در رتبه ۵۵ قرار داد.

## تجهیزات موسیقی و شیوه نوازندگی
ریچی بلکمور معمولاً از گیتارهای فندر استراتوکستر در اجرای آثارش بهره می‌گیرد. او جزو اولین نوازندگانی است که به استفاده از گیتارهایی با دسته اسکالاپد روی آورد.
بلکمور از ترکیب گام‌های بلوز با جمله‌بندی گام‌های مینور و افزودن حال و هوای موسیقی کلاسیک اروپا به سبکی رسید که امروزه با عنوان نئو کلاسیک از آن یاد می‌شود و بسیاری از نوازندگان هوی متال مدرن پیرو این سبک هستند.